# Gary Mulder
Gary Mulder (* 16. Februar 1960 in Boulder (Colorado)) ist ein ehemaliger US-amerikanischer Radrennfahrer.

## Sportliche Laufbahn
An der Internationalen Friedensfahrt nahm er 1987 teil. Er beendete das Etappenrennen als 49. des Gesamtklassements. In der Brasilien-Rundfahrt wurde er 10. der Gesamtwertung.
1982 gewann er die Tour of Kansas City. 1990 war er Teilnehmer der UCI-Straßen-Weltmeisterschaften. Beim Sieg von Rudy Dhaenens schied er aus dem Rennen aus. Von 1990 bis 1992 war er als Berufsfahrer in Radsportteams in den USA aktiv und gewann in dieser Zeit einige kleinere Rennen in Nordamerika.